# Flinder Boyd
Flinder Boyd, né le 12 février 1980 à San Francisco, aux États-Unis est un joueur anglais de basket-ball. Il évolue au poste de meneur.